# Adolfo Fatecha
Adolfo Luis Fatecha (Asunción, Paraguay, 24 de noviembre de 1972) es un exfutbolista paraguayo. Jugaba en la posición de delantero y militó en diversos clubes de Paraguay, Uruguay, Argentina, Chile, China e Indonesia.
Actualmente entrena al equipo sub-16 del Sol de América. Dirigió anteriormente al equipo sub-16 del Club Olimpia. Tuvo su contrato com el Franjeado temporariamente suspendido en el 2020 debido a la pandemia de coronavirus.

## Clubes
| Club                   | País      | Año       |
| ---------------------- | --------- | --------- |
| Olimpia                | Paraguay  | 1992-1996 |
| Shanghái Shenhua       | China     | 1997      |
| Olimpia                | Paraguay  | 1998-1999 |
| Deportes Puerto Montt  | Chile     | 2000      |
| Deportes Temuco        | Chile     | 2000      |
| Racing de Montevideo   | Uruguay   | 2001      |
| 3 de febrero           | Paraguay  | 2002      |
| General Caballero      | Paraguay  | 2003-2004 |
| Guaraní Antonio Franco | Argentina | 2004      |
| General Caballero      | Paraguay  | 2005      |
| Persija Jakarta        | Indonesia | 2005      |
| PSS Sleman             | Indonesia | 2006      |
| Rubio Ñu               | Paraguay  | 2007      |
| Sportivo Trinidense    | Paraguay  | 2008-2009 |